# Тумба (Лъгадинско)
Вижте пояснителната страница за други значения на Тумба.
Тумба (на гръцки: Τούμπα) е бивше село в Гърция, на територията на дем Лъгадина (Лангадас) в област Централна Македония.

## География
Селото е било разположено на западния бряг на Лъгадинското езеро (Корония) на три километра три километра западно от Агиос Василиос.

## История

### В Османската империя
В „Етнография на вилаетите Адрианопол, Монастир и Салоника“, издадена в Константинопол в 1878 година и отразяваща статистиката на населението от 1873 година, Тумба (Toumba) е посочено като село с 15 домакинства и 74 жители гърци.
Към 1900 година според статистиката на Васил Кънчов („Македония. Етнография и статистика“) в Тумба живеят 220 жители гърци християни.
По данни на секретаря на Българската екзархия Димитър Мишев („La Macédoine et sa Population Chrétienne“) в 1905 година в Тумба (Toumba) има 210 гърци.

### В Гърция
След Междусъюзническата война в 1913 година попада в Гърция.